# Akik már nem leszünk sosem
Az Akik már nem leszünk sosem Krusovszky Dénes magyar költő, író első regénye. Megjelent a Magvető Könyvkiadónál 2018-ban.
A regény öt fejezetből áll, erről a tartalomjegyzék tájékoztat:
- Prológus (1990)
- Árnyékok a barlang falán (2013)
- A dzsinn (1986)
- Puha ütközetek (2013)
- Jövevényfolyók (2017)

A Prológus Amerikában, az ötödik fejezet Bécsben és Sopronban játszódik, a többi három fejezet helyszíne nagyrészt egy magyar kisváros, Hajdúvágás (Vágás). A valóságban nincs ilyen nevű város, csak Hajdúnánás van; a nevek hasonlósága természetesen nem véletlen.

## Cselekménye
A Prológus és a harmadik fejezet csaknem egésze egyes szám harmadik személyben íródott, a többi fejezet a főszereplő egyes szám első személyben, múlt időben írt elbeszélése.
A cselekmény fő vonala az értelmiségi Lente Bálint életének egy-egy szakaszát követi: 2013-ban pár napra szülővárosába látogat, 2017-ben, 30 évesen pedig már Bécsben él. A harmadik fejezet lélegeztetőgépre, azaz vastüdőre kötött, légzésbénult betegek világába vezet el. Szorosabb kapcsolata a cselekmény fő vonalával csak a regény vége felé derül ki. Ugyanez vonatkozik a Prológusra is.
2013
Lente Bálint, a Reflex.hu internetes magazin budapesti szerkesztőségének fiatal munkatársa összevész barátnőjével, Magdával, és pár napra „lelép Pestről”. Nem először vesztek össze. Magda művészettörténészként egy galériában dolgozott, Bálint meg magyar szakos volt és úgy érezte, az utóbbi időben már „elvesztették az egyensúlyt.” Most kapóra jön a gimnáziumi osztálytárs, Roland esküvőjének híre, és pár napra hazautazik Hajdúvágásra. A főszerkesztő azzal engedi el, hogy legalább találjon valami helyi témát az újság számára. Odafelé meglátogatja anyját, aki sok éve egyedül él Debrecenben, miután a férje, Bálint apja elhagyta a családot és fiatal asszisztensnőjével az ország másik végébe, Sopronba költözött.
Hajdúvágáson régi barátja, Túróczy Balázs (Tuba) várja. Neki apja halála miatt félbe kellett hagynia az egyetemet, hogy itthon átvegye a családi vállalkozás, egy virágkertészet vezetését. Bálint utoljára négy éve, az osztálytalálkozón volt Vágáson, akkor mintha sértődötten váltak volna el, de most a Hatcsöcsű kocsma asztalánál söröznek, vagy áztatják magukat a „teában” (a strand barnás színű vizében) és az elmúlt évekről beszélgetnek. Váratlanul összeakadnak Julival, Bálint diákkori szerelmével, aki Angliában hagyva férjét gyerekével visszaköltözött Vágásra. Bálintban felélednek a Julival közös emlékek. „Helyi témát” keresve, Tuba öccsével (Áron) és haverjaival együtt bemennek az egykori tüdőgondozó lepusztult épületébe. Miközben részt vesz a közös szórakozásban, a maradék berendezés szétverésében, Bálint egy magnókazettát talál, rajta a dátum: 1986. május 6–10. Ő pár hónappal később született. 
1986
A tüdőgondozó intézet épületének egyik szárnyában lélegeztető gépre vagy vastüdőre kapcsolt légzésbénult betegek élik mindennapos életüket. Néhányan az 1950-es évek gyermekbénulásos járványának életben maradt áldozatai. A világtól elzárva élnek, de hozzájuk is eljut a csernobili baleset híre. A legsúlyosabb beteg, Aszalós Ferenc egyre rosszabbul van, nem izgatja az a baleset. Amióta itt van, harminc éve őrzi magában betegsége kezdetének történetét. Most vastüdőbe zárva, szenvedését legyűrve eléri, hogy halála előtt még elmondhassa, a fiatal ápoló pedig titokban magnóra vegye a városban 1956 októberében lezajlott majdnem-pogrom eseményeit, melyeket 14 évesen átélt.
2013
Miután Bálint éjjel félálomban hallgatta meg a kazettát, másnap későn ébred. Tubával megnézi a templomi esküvőt, majd részt vesz a Halászcsárdában rendezett lakodalomban és a menyasszonyszöktetés játékában is. Amikor végre kettesben marad Julival, megdöbbenve hallja: „Azon a nyáron terhes lettem tőled… Aztán elvetettem a gyereket, tök egyedül, érted?” A részeg mulatozás végén, éjszakai kényszeredett szeretkezésük közben valaki meglesi őket. Bálint később már bizonyosan tudja, hogy az Tuba volt, akinek soha nem értette különös viselkedését.
Hajnalban gyűrötten indul haza, minél hamarabb látni szeretné Magdát. A „vágási kaland” után elfogja a kudarc keserű érzése. Eszébe jut a Julival történt „kínos affér”, kényszeres szeretkezésük, és hogy kilenc éve majdnem apa lett; még csak nem is sejtette! Táskájába nyúl és ekkor veszi észre, hogy Tubánál hagyta a kazettát. Dühödten jegyezgeti mobiljába, amire a szövegből még emlékszik: „…egy vastüdő, a pumpa sipolása, mozdulatlan tömeg a főtéren, aztán ahogy megindulnak, kifosztott házak, ordítás…” A vonaton még nem tudhatja, hogy Pesten újabb kudarc várja.
2017
Bálint feleségével, a CEU-n doktori iskolát végzett Jankával már Bécsben lakik, fordításból él. Itt kapja a hírt, hogy felvásárolták a Reflex portált. A vonaton emlékezetből leírt jegyzeteiből a portálon nem jelenhetett meg semmi, mert hiányzott a bizonyíték, a kazetta. Amikor értesítik, hogy egyedül élő apja stroke-ot kapott, Bálint Sopronba siet és napjait apja gyógyulásáig a két város között ingázva tölti. Első kórházi látogatásakor apja nincs teljesen magánál, de talán mégis felismeri, mert megszólal: „Hát itt vagy… Zoli”. Nyilván eltévesztette a nevét, gondolja Bálint, de miután megtudja a névcsere okát, kutatni kezdi az apja által felejteni próbált múlt eseményeit. Juli, később pedig Tuba sorsát a Bécsbe látogató Áron mondja el.
Lassan helyükre kerülnek a dolgok és Bálint elkezdi írni – ennek a könyvnek a Prológusát, majd az egész történetet. Nem hagyhatja, hogy elvesszen ez is, mint annyi más eddigi életében.
A regény címe
A regény címe kétszer is feltűnik a szövegben. Először Aszalós, a légzésbénult beteg adja ezt a címet egy képnek, amely boldogan mulatozó embereknek ábrázolja a kórház betegeit (245. o.). Másodszor Bálint gondolataiban jön elő a kifejezés, a könyv utolsó előtti oldalán.

## Fogadtatása, vélemények a könyvről
A könyv 32 kritikus véleménye alapján az első helyre került 2018 végén a Magyar Narancs ún. „Minimum tizenegyes!” listáján. 2019-ben elnyerte a Libri irodalmi közönségdíjat és a Merítés-díj közönségdíját széppróza kategóriában.
A könyvről megjelent kritikák általában egyetértenek abban, hogy a tüdőgondozós történet a regény legjobb része. A mű egészéről azonban eltérőek a vélemények.
- Domján Edit (KULTer.hu) szerint a könyvet „tekinthetjük kisregények és novellák rafinált ötvözetének is… És hogy még széttartóbb legyen a könyv, mindhárom történetet más tónusú, más retorikájú szöveg közvetíti” – majd a cikk elemzi az egyes fejezetek nyelvét, stílusát.[1]
- Bartók Imre (Dunszt.sk) is a regény nyelvezetével foglalkozik. Problémásnak találja ezt a „didaxistól burjánzó prózanyelvet”, de nem csupán „szövegtechnikai problémát” lát a műben. Szerinte a regény „szirupos valóságot” közvetít, „a világ itt képeslapok sorozata.”[2]
- A Tiszatáj cikkírója, Losoncz-Kelemen Emese azt hangsúlyozza, hogy „milyen aprólékos, részletekbe menő leírásokba bocsátkozik Krusovszky. Ebben rejlik a regény nagysága: minden apró mozdulatot igyekszik a legpontosabban, legélethűbben leírni.” Pontosan megfogalmazott, fegyelmezett mondatokkal dolgozik, és az egyes fejezetekben „elég alapos korrajzot kapunk”.[3]
- Deczki Sarolta (Műút) szerint: „Klasszikus Bildungsroman [fejlődésregény] ez; hogyan lesz egy vidéki srácból előbb nyegle fővárosi újságíró, majd megállapodott férfi…” A regény szerkezetéről: „A történet a több idősíkon és helyszínen játszódó eseményekből áll össze, és érdemes hangsúlyozni, hogy valóban összeáll. …minden precízen, pontosan illeszkedik a rendszerbe, mintha egy klasszikus, analitikus detektívtörténetet olvasnánk.” Ez a pontos illeszkedés azonban „egy idő után gyanússá válik, hiszen az élet sajnos nem dolgozik ilyen pontossággal.”[4]
- ÉS-Kvartett (kiragadott vélemények a könyvről szóló beszélgetésből.)[5]
  - Károlyi Csaba: „Én ezt a regényt nagyon szerettem, nem tudtam letenni… Szépen felépítettnek és finoman megformáltnak tartom.” …a vidéki esküvő története „hihetetlenül jól van megírva.” … Hajnal Ágnes fürdetése (3. fejezet) „nagyon emberi, nagyon szerethető, hatalmas jelenet.”
  - Arató László: „Nem tartom nagyra ezt a regényt, miközben szerzőjét jó költőnek gondolom. … Ennek a műnek nem izgalmas a világképe. Csomó mindenről van benne szó, de semmiről nem mond számomra újat… (A tüdőgondozós fejezeten kívül). A szerkezet nagyszerű. Tényleg egyfelől bonyolult, másfelől tökéletesen átlátható… és szerintem ez a túl tökéletes szerkezet ugyanakkor gondolatilag keveset hordoz.”
  - Bárány Tibor: A regénnyel „az volt a problémám, hogy lényegében egyetlen másodpercre sem keltette fel az érdeklődésemet… Ki van találva a szerkezet, a masina, de a részletek nincsenek kidolgozva. …sajnos a könyv tele van rossz mondatokkal.”
  - Bazsányi Sándor: „Az író bele akar tenni tematikusan egy csomó dolgot a műbe, és formai furfangokat is fel akar kínálni a finnyásabb olvasóknak. Jól működik ez a fajta masinéria.” Azonban a regény „elképesztően felszínes”.
- Szolláth Dávid (Jelenkor) szerint a mű dezillúziós regény: „beteljesíti a műfaji ígéreteit, végigviszi a dezillúziós narratívát. A főhős, Lente Bálint, társainak többségéhez hasonlóan, nem tudja befutni azt a pályát, amelyre rendeltetni látszott.” Ugyanakkor megjegyzi a kritikus, hogy a regény elégikus alaphangja itt-ott „átbillen” giccsbe.[6]
- Baráth Tibor (Vigilia): „…az esélyvesztéssel küzd a regény minden szereplője; a "mi lett volna, ha" kérlelhetetlensége űzi a karaktereket a beteljesületlen lehetőségek ösvényein át a szembesülés gyötrelméig. … A mű jól eltalált jellemrajzaival és kendőzetlen korértelmezésével lesz egyedülálló epikai teljesítmény a kortárs magyar irodalomban.”[7]